# 贝塔富
贝塔富（Betafo），又译作贝塔佛，意为许多顶，是瓦卡南卡拉特拉地区边缘的一个小镇，距首都塔那那利佛約126公里。本地区的水力景观于1997年列在联合国教科文组织世界遗产暂定名单上。